# حي الطريف
حي الطُّرَيْف أحد أهم المواقع السياسية والجغرافية في المملكة العربية السعودية منذ نشأة الدولة السعودية الأولى. يقع الحي في قلب شبه الجزيرة العربية، وبالتحديد في الدرعية شمال غرب الرياض، إذ كان الحي أول عاصمة لأسرة آل سعود. يحمل حي الطُّريف الذي أُسس في القرن الخامس عشر الميلادي آثار الأسلوب المعماري النجدي الذي يتفرد به وسط شبه الجزيرة العربية، وتنامى في القرن الثامن عشر وبداية القرن التاسع عشر الدور السياسي والديني لحي الطريف وأضحى مركزًا لسلطة آل سعود وانتشار الإصلاح السلفي في الإسلام. يضم الحي آثار للكثير من القصور، فضلاً عن مدينة بُنيت على ضفاف واحة الدرعية. تم تسجيل موقع حي الطريف بالدرعية التاريخية ضمن قائمة التراث العمراني العالمي باليونسكو في عام 1431 هـ الموافق 2010م.

## نبذة تاريخية
تمثل الدرعية رمزًا وطنيًا في تاريخ المملكة العربية السعودية، فقد ارتبط ذكرها بالدولة السعودية الأولى وكانت عاصمة لها، وشكلت منعطفاً تاريخيا في الجزيرة العربية، بعد أن ناصر الإمام محمد بن سعود دعوة التجديد الديني التي نادى بها الشيخ محمد بن عبد الوهاب عام1157 هـ الموافق 1744م، فأصبحت الدرعية قاعدة الدولة ومقر الحكم والعلم، واستمرت كذلك إلى أن اختار الإمام تركي بن عبد الله الرياض مقرًا جديدًا للحكم وذلك عام 1240 هـ الموافق 1824م.
الدرعية اسم مكان نسب لأهله، فهي حَصن الدروع، والدروع قبيلة استوطنت وادي حنيفة وحكمت حجر والجزعة، ودعا أحد حكامها ابن درع ابن عمه مانع المريدي من عشيرة المردة من بني حنيفة، للقدوم من عروض نجد شرق الجزيرة إلى مرابع وادي حنيفة، وسكن القادمون ما بين غصيبة والمليبيد، وبتاريخ قدومهم يؤرخ لتأسيس الدرعية عام 850هـ / 1446م. سرعان ما احتلت الدرعية الصدارة على الطريق التجاري من شرق الجزيرة إلى غربها، إضافة إلى تحكمها في طريق الحج إلى مكة المكرمة، فامتد سلطانها على عدد من قرى وادي حنيفة وبلغ نفوذها إلى ضرماء في الجهة الغربية من جبل طويق وإلى أبا الكباش شمال الدرعية. وبظهور دعوة الإصلاح فيها بعد أن أحتضن حاكمها محمد بن سعود مؤسس الدولة السعودية الأولى (1157 - 1233 هـ / 1788 - 1818م) دعوة محمد بن عبد الوهاب بدأت صفحة جديدة في تاريخ الدرعية، حيث أصبحت أقوى مدينة في بلاد نجد، وخضعت لنفوذ الدرعية معظم أجزاء جزيرة العرب، وشملت بلاد العارض والأحساء والقصيم وجبل شمر ومكة والمدينة والحجاز وجنوب الطائف وأراضي تهامة اليمن.
استمرت الدرعية المدينة الأشهر بوادي حنيفة خلال القرنين الثاني عشر والثالث عشر الهجريين، السابع عشر والثامن عشر الميلاديين، وظلت مشهورة حتى بعد أن ألحقت جيوش الدولة العثمانية التدمير بها وبمحيطها الجغرافي، سنة 1233 هـ الموافق 1818م.
في 13 مايو 2025م اصطحب ولي العهد رئيس مجلس الوزراء السعودي الأمير محمد بن سلمان آل سعود، الرئيس الأميركي دونالد ترمب، في جولة في الدرعية وزارا حي الطريف التاريخي، وذلك أثناء أول زيارة خارجية لترامب منذ عودته إلى البيت الأبيض لولاية ثانية.

## أهمية الحي
يعتبر حي الطريف التاريخي من أهم معالم الدرعية الأثرية، لاحتضانه أهم المباني الأثرية والقصور والمعالم التاريخية، حيث ضم معظم المباني الإدارية في عهد الدولة السعودية الأولي، كقصر سلوى الذي تم إنشاؤه أواخر القرن الثاني عشر الهجري، وكانت تدار منه شؤون الدولة السعودية الأولى، وكذلك جامع الأمام محمد بن سعود، وقصر سعد بن سعود، وقصر ناصر بن سعود، وقصر الضيافة التقليدي الذي يحتوي على حمام طريف، ويحيط بحي الطريف سور كبير وأبراج كانت تستخدم لأغراض المراقبة والدفاع عن المدينة.

## موقع تراث عالمي
تمت موافقة لجنة التراث العالمي على تسجيل حي الطريف في الدرعية التاريخية في قائمة التراث العالمي التابعة لليونسكو، وذلك خلال اجتماع لجنة التراث العالمي باليونسكو في دورته الرابعة والثلاثين المنعقد في مدينة برازيليا بالبرازيل في 29 يوليو 2010م. ليصبح الحي الموقع السعودي الثاني الذي يتم تسجيله في قائمة التراث العالمي بعد اعتماد تسجيل موقع الحجر (مدائن صالح). وهما موقعان ضمن المواقع الثلاثة التي صدرت الموافقة الملكية عام 1427 هـ على أن تتولى الهيئة العامة للسياحة والآثار (وزارة السياحة حاليا) استكمال إجراءات تسجيلها في قائمة التراث العمراني وهي: مدائن صالح، وحي الطريف بالدرعية، وجدة التاريخية.

## محتويات الحي
تولت الهيئة العامة للسياحة والتراث الوطني السعودية مهمة تطوير حي الطريف، ضمن برنامج شامل لتطوير الدرعية التاريخية، يهدف إلى إعمارها وتحويلها إلى مركز ثقافي سياحي على المستوى الوطني، ووضعها في مصاف المدن التراثية العالمية، وقد رعى الملك سلمان بن عبدالعزيز في 9 ديسمبر 2018، حفل افتتاح مشروع تطوير الحي، بحضور قادة ورؤساء وفود دول مجلس التعاون لدول الخليج العربية.
ويتضمن المشروع إنشاء خمسة متاحف في عدد من القصور التاريخية بالحي، تحاكي تاريخ الدولة السعودية الأولى، تشمل كلا من: متحف الدرعية، ‌متحف الحياة الاجتماعية، المتحف الحربي، متحف الخيل العربية، ومتحف التجارة والمال، إلى جانب مركز العمارة وطرق البناء التراثية، في الوقت الذي يتم توظيف الأطلال الخارجية لقصر سلوى لعروض الصوت والضوء والوسائط المتعددة، حيث ستستخدم جدران القصر كشاشات لعرض دراما بصرية قصصية تحكي قصة الدولة السعودية الأولى. وجري ترميم جامع الإمام محمد بن سعود في الحي، وإعادة استخدامه كمصلى، ويشمل الحي على سوق الطريف، الذي يتكون من 38 محلًا مخصصة للمنتجات الحرفية والمطاعم التقليدية، إضافة إلى مركز لاستقبال الزوار أقيم عند مدخل الحي، ومركز لإدارة الحي يقام في قصر فهد بن سعود، تديره الهيئة العامة للسياحة والتراث الوطني، وتخصيص قصر إبراهيم بن سعود كمركز لتوثيق تاريخ الدرعية يدار من قبل دارة الملك عبد العزيز، إضافة إلى تهيئة الممرات والفراغات العامة داخل الحي، ورصفها وإضاءتها بأساليب متعددة لتبرز القيمة التراثية للحي.
- متحف الدرعية بقصر سلوى: يهدف المتحف إلى التعريف بتاريخ الدولة السعودية الأولى من خلال منظومة من المكونات المتحفية والأنشطة، ويوفر المتحف عرض مفتوح للزوار بين الأطلال المرممة ضمن ممر مخصص لذلك، يحتوى على شاشات تعريفية بأهم فراغات القصر والأحداث التي جرت فيه، إضافة إلى العرض المتحفي المغلق الذي يتضمن لوحات ومجسمات وقطع متحفية وأفلام وثائقية.
- متحف الحياة الاجتماعية: يعرض جانب من الحياة اليومية والعادات والتقاليد والأدوات المستخدمة في فترة ازدهار الدولة السعودية الأولى، وذلك في قصر عمر بن سعود والمباني الطينية المجاورة له.
- المتحف الحربي: يقع ضمن المباني المجاورة لقصر ثنيان بن سعود وتعرض فيه الجوانب الحربية في تاريخ الدرعية كأدوات الحرب والمعارك الحربية، كما خصص عرض متحفي مستقل داخل قصر ثنيان بن سعود يعرض قصة الدفاع عن الدرعية في أواخر عهدها.
- متحف الخيل العربية: يهدف المتحف إلى التعريف بالخيل العربية وطرق رعايتها في فترة ازدهار الدرعية، ويقع ضمن المباني المجاورة لقصر الإمام عبد الله بن سعود، بالإضافة إلى اصطبلات الخيل المجاورة للقصر.
- متحف التجارة والمال: يقع ضمن مباني بيت المال وسبالة موضي، ويعرض الازدهار الاقتصادي الذي شهدته الدرعية بالإضافة إلى معالم التجارة والعملات والموازين والأوقاف.
- مركز استقبال الزوار: يقدم مركز استقبال الزوار خدمة الإرشاد السياحي لزوار حي الطريف، وهو مبنى حديث يقع مقابل قصر سلوى، ويحتوي على التجهيزات الفنية لعرض الصوت والضوء.
- عرض الصوت والضوء والوسائط المتعددة: يقدم العرض دراما صوتية تحكي تاريخ الدولة السعودية الأولى، إضافة إلى اسقاطات ضوئية على قصر سلوى باستخدام تقنية الصوت والضوء، إضافة خمسة عروض للوسائط المتعددة في مواقع مختارة من الحي.
- مركز توثيق تاريخ الدرعية: يقع داخل قصر إبراهيم بن سعود، حيث يشكل مرجعا توثيقياً لتاريخ الدرعية وحي الطريف ومقراً لفرق العمل التي تقوم بالبحث وأعمال التوثيق والدراسات.
- مركز إدارة الطريف: وهو مقر إدارة حي الطريف ويقع بقصر فهد بن سعود ويدير المركز كل ما يتعلق بالشؤون الإدارية لحي الطريف.
- سوق الطريف: يعرض السوق المنتجات التقليدية والمصنوعات الحرفية المحلية، ويقع ضمن مجموعة من المباني المرممة المخصصة لهذه العروض بحي الطريف، إضافة إلى مجمع للمطاعم وخدمات الزوار.
- جامع الإمام محمد بن سعود: تم إعادة استخدامه كمصلى ضمن أبعاده الأصلية التي تبلغ مساحتها الإجمالية نحو 2.200 متر مربع.[13]

## معرض الصور

قصر سلوى
مسجد الطريف
باب خشبي تقليدي
زي الإمام عبد الله بن سعود معروض في صالة الدرعية
معرض التجارة والخزانة